# Irakli Dzimistariszwili
Irakli Dzimistariszwili (gruz. ირაკლი ძიმისტარიშვილი ;ur. 26 stycznia 1999) – gruziński zapaśnik walczący w stylu klasycznym. Zajął dziewiąte miejsce na mistrzostwach świata w 2021.
Ósmy na mistrzostwach Europy w 2021. Drugi na ME U-23 w 2022. Wicemistrz Europy kadetów w 2016 roku.